# The F-Ups
The F-Ups fue una banda de punk rock formada en Rochester, Minnesota, Estados Unidos en el año 1999, disolviéndose en el 2006. Solo grabaron un álbum de estudio, el cual tiene el nombre del mismo. Actualmente, la banda hizo su última reagrupación bajo el nombre de Hang 'Em High.

## Historia
El grupo se formó en 1999 mientras sus miembros estaban todavía en la escuela secundaria. Originalmente la banda fue nombrada Mr. Completely, pero justo antes de firmar con Capitol Records en 2003 cambió su nombre a "The F-Ups". Ellos comenzaron a viajar a nivel local antes de firmar con la discográfica. Su álbum debut, que incluía un cover de la canción de Mott the Hoople, "All the Young Dudes", fue lanzado en julio del año siguiente, recibiendo críticas variadas. La canción "Lazy Generation" fue incluida en la banda sonora del videojuego Burnout 3: Takedown.

## El álbum
El álbum es conocido por el mismo nombre de la banda, pero también es reconocido como "Screw You", debido a que eso es lo que puede leerse en la portada, en el extremo inferior del pizarrón.
1. "Lazy Generation" - 2:24
2. "Screw You" - 2:34
3. "Look at Your Son Now" - 2:44
4. "Glad That I Lost You" - 2:27
5. "I Don't Know" - 2:10
6. "All the Young Dudes" (cover de Mott the Hoople) - 3:06
7. "Falling Down" - 3:35
8. "Wrong the Right" - 2:24
9. "Told You So" - 2:33
10. "Eye for an Eye" - 2:12
11. "Crack Ho" - 2:48
12. "No No No" - 2:35

- Datos: Q2295108